# Mesobuthus
Mesobuthus (лат.) — род скорпионов из семейства Buthidae.

## Описание
Скорпионы среднего размера, достигающие длины 3,5—6,5 см. Метасома удлинённая, одинаковой формы у самок и самцов. Тельсон удлинённый или луковицеобразный, с зернистой поверхностью. На голенях 3 и 4 пар ходильных ног имеются хорошо развитые шпоры.

## Распространение
Представители данного рода обитают на Ближнем Востоке, Кавказе, в Центральной и Южной Азии и Нижнем Поволжье от Турции на западе до Монголии и Китая на востоке.

## Таксономия
Род описан французским зоологом Максом Вашоном в 1950 году.
С момента своего описания род испытал значительные изменения. Многие популяции скорпионов, ныне относимые к этому роду, описывались как подвиды пёстрого скорпиона. Потому к 2000 году их насчитывалось 14. Впоследствии одни из этих подвидов были повышены в своём статусе до видов, а другие были сведены в синонимы. Кроме того, многие таксоны были выделены в отдельные рода Hottentotta, Olivierus и Aegaeobuthus.
В настоящее время выделяют 29 видов рода:
- Mesobuthus afghanus (Pocock, 1889)
- Mesobuthus barszczevskii (Birula, 1904)
- Mesobuthus birulai Kovařík et al., 2022
- Mesobuthus bogdoensis (Birula, 1896)
- Mesobuthus crucittii Kovařík et al., 2022
- Mesobuthus eupeus (C.L.Koch, 1839) typus — Пёстрый скорпион
- Mesobuthus fomichevi Kovařík et al., 2022
- Mesobuthus farleyi Kovařík et al., 2022
- Mesobuthus galinae Kovařík et al., 2022
- Mesobuthus haarlovi Vachon, 1958
- Mesobuthus iranus (Birula, 1917)
- Mesobuthus kaftani Kovařík et al., 2022
- Mesobuthus kirmanensis (Birula, 1917)
- Mesobuthus macmahoni (Pocock, 1900)
- Mesobuthus marusiki Kovařík et al., 2022
- Mesobuthus mesopotamicus (Penther, 1912)
- Mesobuthus mirshamsii Kovařík et al., 2022
- Mesobuthus navidpouri Kovařík et al., 2022
- Mesobuthus persicus (Pocock, 1899)
- Mesobuthus philippovitschi (Birula, 1905)
- Mesobuthus phillipsi (Pocock, 1889)
- Mesobuthus rahsenae Kovařík et al., 2022
- Mesobuthus thersites (C.L.Koch, 1839)
- Mesobuthus turcicus Kovařík et al., 2022
- Mesobuthus vesiculatus (Pocock, 1899)
- Mesobuthus vignolii Kovařík et al., 2022
- Mesobuthus yagmuri Kovařík et al., 2022
- Mesobuthus zarudnyi Novruzov et al., 2022
- Mesobuthus zonsteini Kovařík et al., 2022